# 施塔察赫
施塔察赫（德語：Starzach，發音：[ˈʃtaʁtsax]）是德国巴登-符腾堡州蒂宾根行政区蒂宾根县的市镇，面积27.84平方千米，2023年12月31日人口为4,421人。